# Forézan
Le Forézan est un cours d'eau situé dans le département français de la Savoie en région Auvergne-Rhône-Alpes.
Il est un affluent de l'Hyères, donc un sous-affluent du Rhône par la Leysse le lac du Bourget et le canal de Savières.

## Géographie
De 6,2 km de longueur, il prend sa source à 605 mètres d'altitude sous le col du Crucifix situé sur la chaîne de l'Épine. Il traverse les communes de Saint-Sulpice, Vimines et Cognin avant de se jeter dans l'Hyères à la limite de Chambéry.

## Description
Le Forézan est un cours d'eau au régime principalement pluvial (peu de fonte des neiges au printemps) prenant sa source sur le flanc est de la chaîne de l'Épine (chaîne la plus méridionale du massif du Jura), plus précisément en dessous du col du Crucifix sur la commune de Saint-Sulpice. Elle contourne ensuite le plateau de Vimines avant d'arriver sur la commune de Cognin qu'elle traverse non loin de son centre-ville. Elle se jette enfin dans l'Hyères à l'ouest de Chambéry. Ses eaux continuent par la suite leur course dans la Leysse jusqu'au lac du Bourget.

## Galerie

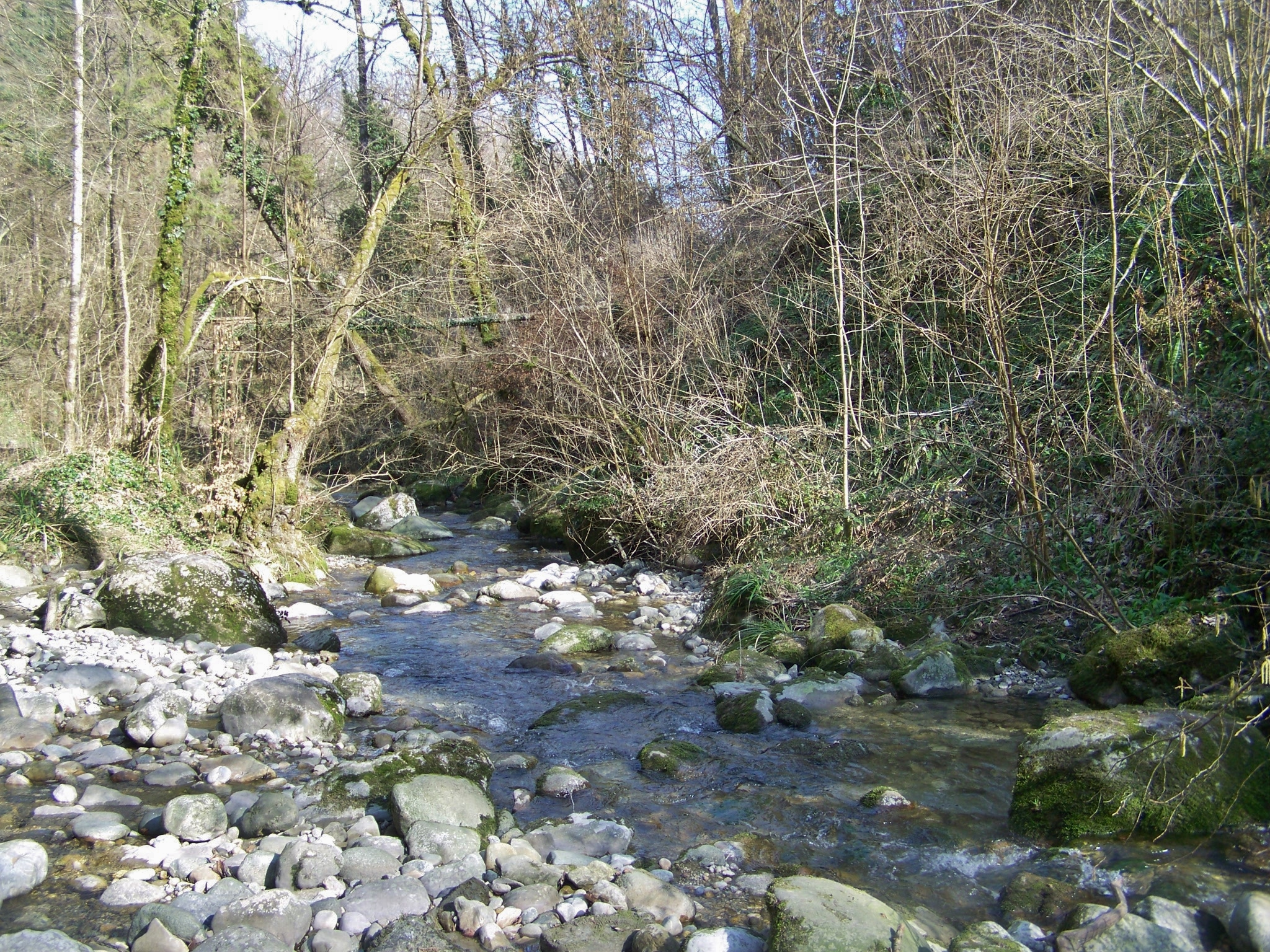
Le Forézan en forêt entre Vimines et Cognin.
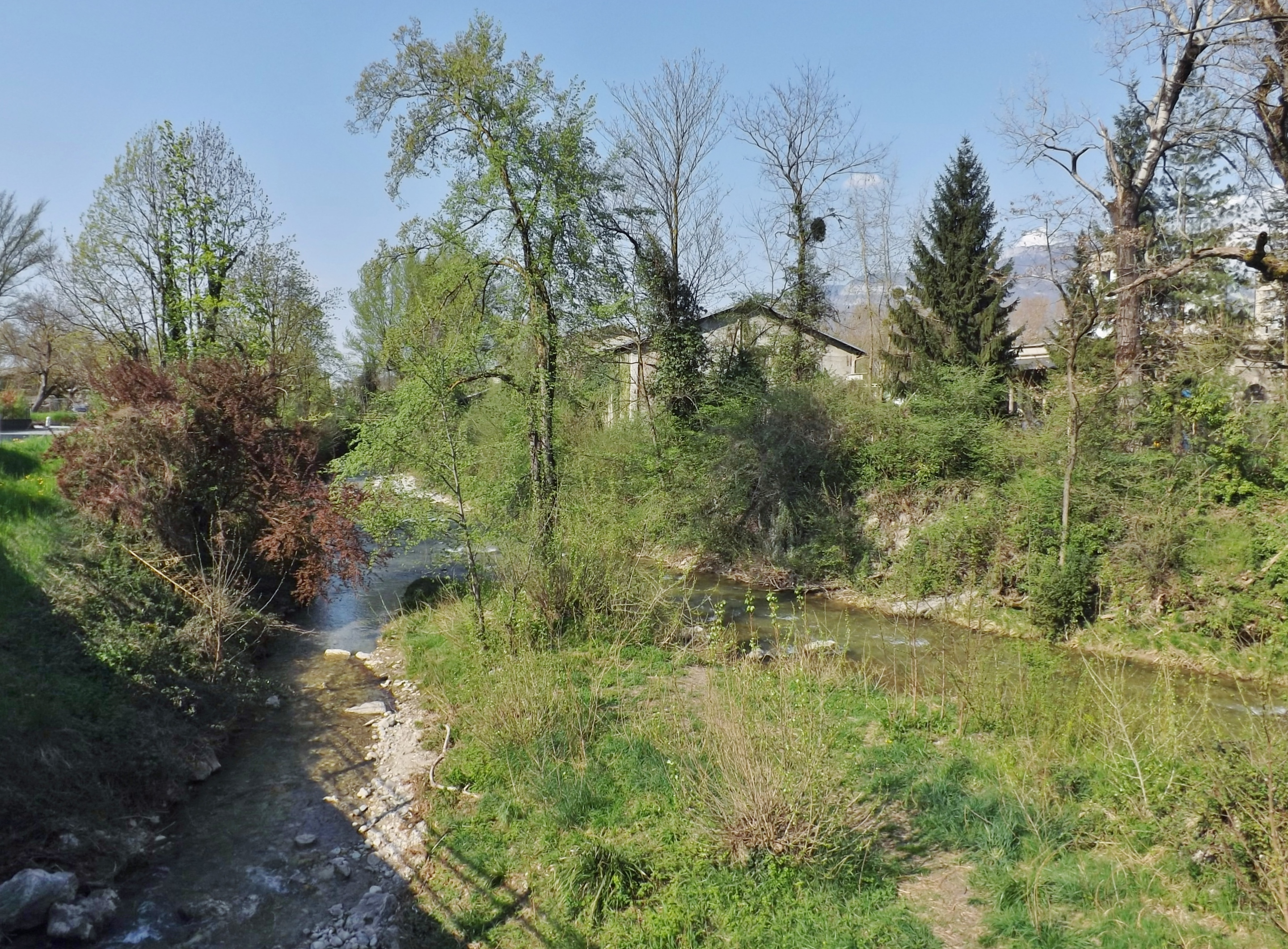
Confluence du Forézan (gauche) et de l'Hyères.